# Rhadinaea decorata
Rhadinaea decorata är en ormart som beskrevs av Günther 1858. Rhadinaea decorata ingår i släktet Rhadinaea och familjen snokar. Inga underarter finns listade i Catalogue of Life.
Denna orm förekommer i Central- och Sydamerika från Mexiko till Colombia. Arten lever i låglandet och i bergstrakter upp till 1200 meter över havet. Individerna vistas i fuktiga skogar och de besöker betesmarker. Rhadinaea decorata gömmer sig ofta i lövskiktet. Den har groddjur och små ödlor som föda. Honor lägger ägg.
För beståndet är inga hot kända. Hela populationen anses vara stabil. IUCN listar arten som livskraftig (LC).